# Kathalia
Kathalia (en bengali : কাঁঠালিয়া) est une upazila du Bangladesh dans le district de Jhalakati. En 1991, on y dénombrait 123 298 habitants.